# Lizzie Olsson Arle
Märta Lisa (Lizzie) Olsson Arle, född 23 februari 1926 i Ärtemark, död 20 maj 2006 i Huddinge församling, var en svensk målare, skulptör och konstpedagog.
Lizzie Olsson Arle utbildade sig vid Konstfack 1944–1948, vid Académie André Lhote och Académie de la Grande Chaumière i Paris 1948–1951 samt vid Accademia di Belle Arti i Ravenna 1951. Hon var verksam som lärare och som rektor vid Gerlesborgsskolan under större delen av sitt arbetsliv. Olsson-Arle finns representerad vid bland annat Nationalmuseum, Moderna museet i Stockholm, Norrköpings konstmuseum och Kalmar konstmuseum.
Lizzie Olsson Arle var gift med Asmund Arle. De är begravda på Skogskyrkogården i Stockholm.

## Offentliga utsmyckningar i urval
- Från mörker till ljus (1961), kalkmålning i ABF-huset i Stockholm
- Ridå för Östrabo skola och teater i Uddevalla (1970)
- Lådvägg i Åvaskolan i Täby kommun (1972)
- Tidsbild (1973), skulptur och måleri tillsammans med Sune Fogde, Vårbergsskolan i Stockholm
- Bildband (1973), applikation i ljusgård i Huddinge sjukhus
- Flaggspel (1974), applikation, Linköpings universitet
- Gestaltning av tunnelbanestationen Näckrosen i Sundbyberg (1975)
- Ridå i Folkets Park i Vänersborg (1983)
- Ridå i Killebäcksskolan i Södra Sandby (1983)
- Vävnad i Hovrätten i Sundsvall (1985)
- Vävnad i Islands centralbank i Reykjavik (1986)
- Cirkusliv (1992), pelare och väggtavlor i mosaik, matsalen i Edboskolan i Skogås.
- Hyllning till Allan Pettersson (1992), applikation, Edboskolan i Skogås
- Fabeldjur (1993), mosaik, väntrummet i Boo gamla kommunalhus
- Kärlek på sju språk (1994), skulptur vid Terapivägen i Flemingsberg